# یواس‌اس مکیناو (۱۸۶۳)
یواس‌اس مکیناو (۱۸۶۳) (به انگلیسی: USS Mackinaw (1863)) یک کشتی بود که طول آن ۲۰۶ فوت (۶۳ متر) بود. این کشتی در سال ۱۸۶۳ ساخته شد.